# Понизье (Московская область)
Понизье — деревня в городском округе Кашира Московской области России.
В середине XVIII века деревня принадлежала полковнику Ивану Кондратьевичу Ильину.
С 2005 по 2015 год входила в состав сельского поселения Домнинское Каширского района Московской области.

## Население
| 2002 | 2010 |
| ---- | ---- |
| 51   | ↗69  |